# Ски алпинизъм
Ски алпинизъм е спорт, който комбинира изкачване на планини и карането на ски. Ските могат да бъдат както карани така и носени в зависимост от наклона, а спускането се осъществява с тях. Използват се два вида ски – телемарк със свободна пета и ски за алпийско спускане, при които петата е свободна само за изкачване, но не и за спускане. Може да се практикува както за удоволствие така и като състезателен спорт.
Състезанията по ски алпинизъм представляват надпревара за време през предизвикателен зимен планински маршрут като се преминава през поредица от междинни точки. Състезателите се изкачват и спускат използвайки специализирана екипировка и техники. Ски алпинизмът е комбинация от следните спортове и дейности – телемарк, ски туринг, ски свободен стил и алпинизъм.
Ски алпинизмът е избран за олимпийски спорт през 2021 година и ще направи своя дебют на олимпийските игри в Милано и Кортина д'Ампецо през 2026 година.

## Необходима екипировка
- Ски автомати
- Ски обувки
- Ски
- Ски колани
- Въже
- Котки
- Пикел
- Уреди за лавинна безопасност